# Kňaz

Litevsko-běloruský znak pahoňa, používaný jako erb některými gediminovskými knížaty, zejména rodemTrubeckých.

Kňaz (rusky князь, bulharsky княз) je archaické označení někdejších panovníků či vůdců slovanských feudálních monarchií nebo i jiného politického zřízení (údělné knížectví) v 9.–16. stoletích u Slovanů a některých dalších národů. Úzce souvisí s výrazem kněz / kněžka.  
V některých slovanských jazycích je titul kňaz shodný s titulem knížete v západoevropském chápání. 
V latinských zdrojích je výraz kňaz přeložen většinou jako comes (ekvivalent hraběte), nebo řidčeji princeps. Někdy se objevuje také (vojenský) titul dux (vojevůdce/vévoda), který se často odkazoval na vazala Franské říše, resp. později Svaté říše římské. 

## Titul
Kňaz býval představitel feudální aristokracie, později také vysoký dvorský titul, v závislosti na významu srovnatelný s princem nebo vévodou v západní a jižní Evropě, ve střední Evropě „kníže“ a v někdejší Svaté říši římské se tento titul nazývá Fürst, a v severských státech konung. Francouzským a anglickým ekvivalentem je výraz prince.
Titul velkokníže (rusky великий князь / velikij kňaz ) nebo ženská forma kňagiňa / княгиня) je dvorský titul členů carské rodiny v Rusku.
Kňagiňa (княгиня) – žena kňaze a také samostatný ženská forma dvorského titulu, kňažič (княжич) – syn kňaze (pouze u Slovanů), kňažna (княжна) – dcera kňaze.
Ve středověkém Německu byl kníže (Fürst) představitel vyšší říšské aristokracie, mající zvláštní výsady a tento titul nosili také představitelé vyššího duchovenstva (církevní knížata, mající také politická práva v říši). Společně s titulem Fürst koexistoval také německý titul Prinz.
V současné Evropě jsou nezávislými knížectvími Andorra, Monako a Lichtenštejnsko. Nositelem titulu „kníže-biskup“ je papež.

## Kňazv jiných jazycích
- Bělorusky: князь (kňaz´), князёўна (knjazjouna)
- Rusky: князь (kňaz´), княгиня (kňagiňa), княжна (kňažna)
- Ukrajinsky: князь (kňaz´), княгиня (kňažna)
- Česky: kněz, kněžka; kníže, kněžna
- Polsky: ksiąz (ksiondz) – kněz; książę (kšonže) – kníže
- Slovensky: kňaz, kňažka; knieža, kňažná
- Srbskolužické jazyky: knjez
- Srbsky: кнез (knez), кнегиња (kneginja), књаз (knjaz), књегиња (knjeginja)
- Slovinsky: knez, kneginja
- Černohorsky: knjaz, knjaginja
- Bulharsky: княз (kňaz), княгиня (kňagiňa)
- Chorvatsky: knez

Existují také přejatiny tohoto slovanského výrazu některými neslovanskými jazyky:
- Rumunsky: cneaz
- Maďarsky: kenéz
- Čuvašsky: князь (kňaz‘)
- Tatarsky: kenäz

Příbuzné výrazy, přímo přejaté z baltských a uralských jazyků.
- Sámsky: gonagas nebo konagas (evidentně přejato ze skandinávských jazyků)
- Litevsky: kunigas ‚duchovní‘ (možná je význam pod vlivem polštiny); kunigaikštis ‚kníže‘, kunigaikštienė ‚kněžna‘, kunigaikštytė ‚kněžna-dcera‘
- Lotyšsky: kungs ‚pán‘